# John O'Brien (arbitro di pallacanestro)
John Joseph O'Brien (Brooklyn, 4 novembre 1888 – Oceanside, 9 dicembre 1967) è stato un arbitro di pallacanestro, dirigente sportivo e dirigente d'azienda statunitense, membro del Naismith Memorial Basketball Hall of Fame dal 1961 in qualità di contributore.

## Biografia
Ha arbitrato a livello di college, high school e professionistico dal 1910 al 1930. Ha diretto in Eastern Intercollegiate Basketball League (1915-1930) e in Senior Intercollegiate Basketball League (1920-1930). In campo cestistico, ha contribuito alla nascita della Inter-State League nel 1914, divenendone presidente dal 1915 al 1917, ma il suo ruolo dirigenziale più importante fu quello di presidente della American Basketball League dal 1928 al 1931 e dal 1933 al 1953. Fu inoltre vicepresidente, segretario e tesoriere della Pierce Oil Corporation e della Minneapolis and St. Louis Railway Company (1930-1940), mentre dal 1922 al 1940 fu trustee del West Caddo Oil Syndicate.